# Louis-Alexandre Expilly de La Poipe
Pour les articles homonymes, voir Expilly.
 (août 2019).
Si vous disposez d'ouvrages ou d'articles de référence ou si vous connaissez des sites web de qualité traitant du thème abordé ici, merci de compléter l'article en donnant les références utiles à sa vérifiabilité et en les liant à la section « Notes et références ».
Louis-Alexandre Expilly de La Poipe, né le 24 février 1743 à Brest et mort guillotiné le 22 mai 1794 à Brest, est un ecclésiastique français, évêque constitutionnel du Finistère en 1790, le premier évêque français choisi selon la procédure prévue par la Constitution civile du clergé.

## Biographie
Il est le fils d'un capitaine d'une compagnie franche de la marine. Sa sœur est l'épouse de Michel Behic, maire de Morlaix, et l'une de ses petites-nièces la belle-sœur du général Moreau.

### Prêtre et député
Ordonné prêtre, il est nommé recteur de la paroisse Saint-Martin de Morlaix dans le Léon.
Auteur d'analyses de la société, c'est l'un des deux députés élus par l'assemblée du clergé du Léon en 1788 pour la représenter aux États généraux de 1789.
À l'Assemblée constituante, il préside la commission des travaux relatifs à la constitution civile du clergé, promulguée le 12 juillet 1790, réorganisant l'Église de France, notamment en créant un diocèse par département.

### Évêque du Finistère
Le 30 septembre 1790, l'évêque de Cornouaille, Toussaint Conen de Saint-Luc, meurt.
Alors, pour la première fois, la nouvelle législation est appliquée. Le corps électoral du Finistère, établi en 1790, est convoqué à la cathédrale de Quimper pour le 1er novembre, malgré la fronde du chapitre qui, conformément au droit canonique, supplée l'évêque pendant la vacance du siège. Au troisième tour, Louis-Alexandre Expilly de La Poipe obtient 233 voix sur 380 votants (alors que Jean-François de La Marche, évêque de Léon, réfractaire réfugié à Londres et non-candidat, obtient 125 voix). D'après René Kerviler, ce fut une élection préparée d'avance. Il est le premier à être élu évêque constitutionnel. Il est sacré évêque en mars 1791 à l'Oratoire du Louvre, à Paris, par Talleyrand, ancien évêque d'Autun.
Avant même l'Assemblée, le Finistère, à l'instigation d'Expilly, a décrété le bannissement des prêtres réfractaires entassés dans la prison de Brest. Malgré tout, le Finistère s'élève contre les excès de la Montagne en décembre 1792 et ordonne une levée de 4 400 hommes afin de lui faire barrage.
Arrêté en 1793, impliqué dans l'affaire des Girondins, il compte parmi les 26 administrateurs du Finistère guillotinés le 22 mai 1794 à Brest. Le siège épiscopal reste ensuite vacant jusqu'à l'élection d'un autre évêque, en 1797.